# Sad Singalong Songs
Sad Singalong Songs is het achtste studioalbum van de Nederlandse zangeres Anouk, dat op 17 mei 2013 uitkwam. Een dag later stond Anouk in de finale van het Eurovisiesongfestival 2013 in Malmö, Zweden. Met Birds deed ze mee aan dit liedjesfestijn. Het was de eerste keer in negen jaar dat Nederland de finale wist te behalen. Tijdens de eerste halve finale, waar Anouk als achtste aan de beurt was, eindigde ze op de zesde plaats. Tijdens de finale eindigde Anouk met 114 punten op de negende plaats, de hoogste Nederlandse positie sinds veertien jaar.
Sad Singalong Songs, dat tien filmisch georkestreerde ballads telt, is een album wat niet is te vergelijken met eerdere albums van haar en wordt daarom gezien als een breuk met haar vorige repertoire. Het werd positief ontvangen en behaalde op de dag van de release al de platina status. Het is het eerste album dat Anouk op haar eigen platenlabel Goldilox uitbracht.
De eerste single van het album is Birds, die op 11 maart 2013 werd uitgegeven. Op de B-kant staat het liedje Stardust, dat reeds op 27 december 2012 op het YouTube-kanaal van Anouk werd geplaatst. De single behaalde zowel in maart als in mei de nummer 1-positie in de Nederlandse hitlijsten.
Op 15 mei 2013 lanceerde Anouk vier korte films. Regisseur Dana Nechushtan maakte de films bij vier nieuwe tracks, namelijk: Birds, Kill, The good life en Pretending as always. De korte films lijken op zichzelf staand, maar zijn toch met elkaar verbonden. Nechushtan: "Ze zijn verbonden doordat ze allemaal over de grote momenten in het leven gaan die mensen voor altijd veranderen – in positieve of negatieve zin."
Net als voor haar twee vorige albums, For Bitter or Worse (2009) en To Get Her Together (2011), werkte Anouk voor Sad Singalong Songs samen met de Zweedse muziekproducenten Martin Gjerstad en Tore Johansson.

## Tracklist cd[1]
1. The Rules
2. Pretending As Always
3. Birds
4. The Good Life
5. Are You Lonely
6. Stardust
7. Only a Mother
8. Kill
9. Don't Know Nothing
10. The Black Side of My Mind

## Tracklist elpee
Kant A:
1. The Rules
2. Pretending As Always
3. Birds
4. The Good Life
5. Are You Lonely

Kant B:
1. Stardust
2. Only a Mother
3. Kill
4. Don't Know Nothing
5. The Black Side of My Mind